# Jura
 For alternative betydninger, se Jura (flertydig). (Se også artikler, som begynder med Jura)
Jura er læren om retsreglernes fortolkning, anvendelse, tilpasning og virkning. Det videnskabelige studium af jura kaldes retsvidenskab og foretages typisk på et universitet eller i en forskningsinstitution eller tænketank. Jurist er ikke en beskyttet titel. Dog fandt forbrugerombudsmanden i 2016, at en underskrift som "jurist" i forretningsøjemed, påført af en ansat uden kandidatuddannelse i jura, at være i strid med markedsføringslovens § 1.
Ved ret forstås et system af regler af almen gyldighed, som nødvendigvis håndhæves af et retsvæsen. Disse regler, der normalt kaldes retsregler, udgør til sammen den gældende ret indenfor et retssystem og de udspringer af forskellige retskilder. Til retskilder hører love, retspraksis, retsgrundsætninger, retssædvaner, forholdets natur. Som fortolkningsbidrag kan indgå lovforarbejder og den juridiske litteratur. Alt afhængig af samfundsordnen og politiske synspunkter, varierer det overlappende forhold mellem ret, moral og sædvane betydeligt.

## Oprindelse

### Navnet
Ordet jura er flertal, mens jus er ental.

### Naturret & positiv ret
Overfor hinanden er naturretten og den positive (menneskeskabte) ret, den mest grundlæggende sondring der findes inden for juraen, idet den beskriver, hvorfor vi har jura, og hvad vi skal bruge den til.
Naturret defineres typisk som en samling regler og/eller normer, der eksisterer uafhængigt af både mennesker, dyr, planter, m.v, og således er grundlæggende for alt. Ganske naturligt har naturretten derfor i et historisk perspektiv været anset som en samling normer, der er givet af en gud.
Positiv ret er en samling menneskeskabte og fuldt konstaterbare regler, der regulerer et enkelt samfund og ikke som udgangspunkt kan anses for at være almengyldige.
Naturretten er to ting: Først og fremmest er det en samling af principper, der fortæller, at ting er, som de er, fordi de er, som de er. Eksempler herpå er tyngdeloven og princippet om, at det er moralsk forkasteligt at slå et andet menneske ihjel. Dernæst er naturretten en juridisk–filosofisk opfattelse, der især er udbredt i de engelske og amerikanske retssystemer, hvor man i Magna Carta og den amerikanske uafhængighedserklæring siger, at visse rettigheder eksisterer, fordi de er gudgivne og derfor ukrænkelige.
Det er igennem en fortolkning og tilpasning af sådanne principper, at juraen og den positive ret er opstået. Et godt eksempel på positiv ret med hjemmel i en guddommelig naturret er 2. Mosebogs Ti Bud.
Men man skal længere tilbage i tiden for at se disse guddommelige principper blive nedskrevet. Af særlig betydning for Danmarks og de vestlige retssystemer er lovgivningen i Romerriget. I denne tidlige civilisation anså man næsten enhver gøren og laden som guddommeligt reguleret: Indgik man en aftale om for eksempel salg af et hus, ville man blive straffet af guderne, hvis man ikke opfyldte sin del af aftalen. For at undgå uenighed om hvad der var forkert, og hvad der var rigtigt, opstod en lang række kutymer og skikke, der skulle sikre, at alle gjorde, hvad der var rigtigt. Disse kutymer blev efterhånden nedskrevet, ændret, fortolket og ophævet af mennesker, og med tiden opstod den positive ret som et selvstændigt begreb – med ophav i naturretten.
En lang række af Romerrigets positive lovregler kan genfindes i den vestlige verdens retssystemer, enten som nedskrevne lovregler eller som uskrevne principper af mere eller mindre ufravigelig karakter.

## Retssystemer
Af de retssystemer der findes i verden i dag, er de tre mest betydningsfulde: Civilretten; common law og religiøs ret. Bemærk dog, at hver enkelt stat, samt en række nationer, har udviklet og tilpasset deres eget retssystem på en sådan måde, at det inddrager elementer fra et andet retssystem. Dette betyder dog ikke, at disse retssystemer er pluralistiske. For at et retssystem er pluralistisk skal retssystemet være klart af en type, men inkorporere elementer fra en anden type. Det skotske retssystem er pluralistisk, da det er baseret på civilretten, men inkorporerer en række common law-elementer.

## Retsområder
Siden klassisk tid har juraen haft to forgreninger: Offentlig ret og privatret. Derudover udsondrer man typisk procesret og den internationalt betonede ret i egne kategorier. Dog kan procesret, EU-ret og folkeret også henregnes til offentlig ret.

### Offentlig ret
Det offentlige retsområde er, generelt set, den jura, der dels bestemmer, hvordan en stat juridisk er organiseret, dels afgør, hvordan konflikter imellem staten og én af statens borgere skal løses. Staten kan for eksempel sagsøge personer eller virksomheder for kriminelle handlinger såvel som brud på offentlige regulativer. Ligeledes kan personer, visse grupper samt virksomheder sagsøge staten for skade, som den har forvoldt disse, for eksempel på grundlag af brud på egne regler, ulovlig forvaltning, inkompetence eller krænkelse af nogle grundlæggende rettigheder, der ofte er beskyttet af en forfatning.
Den offentlige ret inddeles typisk i følgende hovedkategorier:
- Statsforfatningsret
- Forvaltningsret
- Strafferet

Den offentlige ret omfatter dog en række andre retsområder, som ikke direkte kan indplaceres i de ovennævnte kategorier. Det er alle de retsområder, der vedrører styring og regulering af erhvervslivet og samfundet. Som eksempel kan nævnes miljøret, telelovgivning og konkurrenceret. Skatteret, den del af juraen der beskæftiger sig med skatter og afgifter, henregnes normalt også til offentlig ret, men er i dag en ganske specialiseret retsdisciplin.
Den offentlige forvaltning træffer ligeledes afgørelser i en række sager der ikke vedrører procesret, og i den forbindelse kan man også tale om et forvaltningsforløb, der hører til et regi under forvaltningsret.

### International ret
International ret er primært reguleret igennem traktater og sædvaner. Den inddeles typisk i tre kategorier:
- Folkeret (engelsk: (public) international law), der regulerer forholdet mellem flere stater, mellem en stat og en borger i et andet land eller mellem internationale organisationer. Herunder falder også områderne humanitær folkeret, (krigsret) og de såkaldte menneskerettigheder.
- EU-ret, der regulerer retsforholdet mellem borgere, medlemsstater og institutionerne i den Europæiske Union,
- International privatret, der regulerer forholdet imellem private i forskellige stater.

### Privatret
Inden for privatrettens område behandles konflikter imellem private personer, grupper af personer, organisationer og virksomheder. Privatrettens område er betydeligt større end den offentlige rets, eftersom det vedrører alle konflikter af ikke-kriminel karakter, der opstår imellem personer. Privatretten kaldes nogle steder for civilretten for at skabe en kontrast til kriminalretten. Denne benævnelse har dog intet med den civilretlige tradition at gøre.
Inden for den internationale privatret (engelsk: private international law) behandles konflikter som de ovenfor nævnte, omend med den modifikation, at hver af parterne befinder sig i forskellige stater. Selvom en række traktater behandler konflikter af denne karakter, er området præget af en betydelig mængde uskreven ret, især retssædvaner.
Privatret omfatter især formueret, da det vedrører retsforholdene for fysiske aktiver såvel som for krav, der opstår i eller udenfor kontraktforhold. Familie- og arveret hører også til privatretten. Endvidere hører finansret også til kategorien privat ret.
I Danmark inddeler man typisk formueret i to kategorier:
- Tingsret eller ejendomsret
- Obligationsret
  - Obligationsrettens almindelige del
    - Fordringsrettigheder
    - Købsret
    - Erstatningsret eller deliktsretten
    - Aftaleretten

  - Obligationsrettens særlige del (ikke udtømmende)
    - Lejeret
    - Entrepriseret
    - Familieformueret

Privatretten indeholder dog også anden (og mere speciel) regulering, eksempelvis selskabsret. Immaterialret er ligeledes vanskelig at placere i denne kategorisering.

### Procesret
Procesret er det retsområde, der omhandler juridiske processer ved domstolene. Det er såvel et forvaltningsområde, der forvaltes jævnfør retsplejeloven, men kan også anskues som noget mellem offentlig ret og privatret befindende, specielt som relationen mellem offentlige myndigheder og borgere. Procesretten inddeles typisk i:
- Straffeproces
- Civilproces

## Juridiske institutioner

### Lovgivere
Lovene vedtages af det demokratisk valgte parlament (i Danmark Folketinget), normalt efter forslag fra regeringen. Den lov, der vedtages, udgør det grundlæggende indhold af den proces, der har ført til lovens tilblivelse. Til lovteksten hører derfor en forhistorie, motiver for loven, forklaringer m.v., der samlet betegnes som en lovs forarbejder, og som tjener til hjælp ved fortolkning af loven.

### Domstolene
Konflikter imellem mennesker kan løses på forskellige måder. De offentlige domstole tjener først og fremmest som et servicetilbud til landets borgere, i konflikter imellem to eller flere mennesker eller imellem mennesker og en offentlig myndighed. Private voldgiftsretter løser ofte konflikter mellem større virksomheder.
Domstolenes virksomhed omfatter ikke kun konfliktløsning. Således indtager de også en central situation i skiftesager (i arve-, konkurs- og skilsmissetilfælde), ved køb og salg af fast ejendom m.v. I disse tilfælde kaldes domstolen for enten en skifteret eller fogedret.
Højesterets og landsretternes handlinger, (domme og kendelser), kan følge hidtidig praksis, ændre hidtidig praksis eller skabe ny praksis for, hvordan lignende situationer bør løses.

### Administrative myndigheder
Lovene regulerer, hvordan offentlige myndigheder skal arbejde og derigennem også, hvordan staten skal forholde sig til sine borgere.

## Juridisk metode
Blandt de metoder, som jurastudiet oplærer de studerende i, indtager juridisk metode en særstilling som det fundament, det øvrige jurastudium bygger på. Juridisk metode kaldes også retsdogmatisk metode eller blot retsdogmatik.
Juridisk metode består af at kunne identificere og anvende gældende ret (altså love og andre retskilder).
Hertil hører at forstå retskildehierakiet (inkl. EU’s retsakter).
Der indgår bl.a. at kunne fortolke love og andre retskilder (inkl. EU’s retsakter) og at analysere en el. fl. domme.
Endvidere er det vigtigt at kunne foretage subsumption korrekt og overbevisende.
Endelig er det vigtigt at kunne anvende juridisk argumentationsteori.

### Bøger om juridisk metode og juridisk metodes bestanddele
- Mads Bryde Andersen: Ret og metode. 2002. Gjellerup. ISBN 87-13-04862-7.[16]
- Bo von Eyben: Juridisk Ordbog. 14. udgave. 2016. Karnov Group. ISBN 978-87-619-3556-4
- William von Eyben (1991). Juridisk grundbog, Bind 1, Retskilderne (5. udgave, 1. oplag ed.). Jurist- og Økonomforbundet.[17]
- Troels Michael Lilja & Karsten Naundrup Olesen: Domsanalyse. 2016. 2. udgave. Samfundslitteratur. ISBN 9788759327579
- Jens Evald: Juridisk teori, metode og videnskab. 2. udgave. 2019. Djøf Forlag. ISBN 9788757438420
- Jens Evald: At tænke juridisk - juridisk metode for begyndere. 5. udgave. 2019. Djøf Forlag. ISBN 9788757446241
- Christina D. Tvarnø & Sarah Maria Denta: Få styr på metoden - Juridisk metode og samfundsvidenskabelig projektmetode. 2. udgave. 2018. Ex Tuto. ISBN 9788742000182
- Lone L. Hansen & Erik Werlauff: Den juridiske metode - en introduktion. 2013. Jurist- og Økonomforbundet. ISBN 9788757431384
- Peter Blume: Retssystemet og juridisk metode. 2020. 4. udgave. Djøf Forlag. ISBN 9788757443288
- Peter Blume: Juridisk metodelære. 2009. 5. udgave. Jurist- og Økonomforbundet. ISBN 9788757419313
- Carina Risvig Hamer & Sten Schaumburg-Müller (red.): Juraens verden − metoder, retskilder og discipliner. 2020. Djøf Forlag. ISBN 978-87-574-4778-1
- Jens Peter Christensen m.fl.: Dansk statsret. 2020. 3. udgave. Jurist- og Økonomforbundet. ISBN 9788757442878. side 36 - 50
- Karsten Revsbech m. fl.: Forvaltningsret − Almindelige emner. 2016. 6. udgave. Jurist- og Økonomforbundets Forlag. ISBN 978-87-574-3310-4
- Carsten Munk-Hansen: Den juridiske løsning - introduktion til juridisk metode.  2. udgave. 2021. Djøf Forlag. ISBN 9788757451924
- Bjarke Viskum: Politisk filosofi og argumentationsteori for jurister. 2018. Hans Reitzel. ISBN 9788741273228

## Eksterne kilder og henvisninger
1. 1 2  retskilder | lex.dk – Den Store Danske
2. 1 2  Evald, Jens; "Retssystemets systematik", Juridisk teori, metode og videnskab, Jurist- og Økonomforbundets Forlag, 2016, p. 20
3. ↑  Anvendelsen af titlen jurist kræver en kandidatuddannelse i jura
4. 1 2  (Hamer & Schaumburg-Müller 2020:19-24)
5. 1 2  (Hamer & Schaumburg-Müller 2020:42-44)
6. ↑  side 19 i Mads Bryde Andersen (2002): Ret og metode. ISBN 87-13-04937-2
7. ↑  side 166 i Carina Risvig Hamer & Sten Schaumburg-Müller (red.): Juraens verden − metoder, retskilder og discipliner. 2020. Djøf Forlag. ISBN 978-87-574-4778-1
8. ↑  Finansret (1. udg.) – Bank, Realkredit, Investering, Pension | djoef
9. ↑  Artikel om domme: http://mnexo.dk/dom.html
10. ↑  (Hamer & Schaumburg-Müller 2020:27)
11. ↑  (Hamer & Schaumburg-Müller 2020:27f)
12. ↑  (Hamer & Schaumburg-Müller 2020:67-70)
13. ↑  (Hamer & Schaumburg-Müller 2020:70-87)
14. ↑  (Hamer & Schaumburg-Müller 2020:87-92)
15. ↑  (Viskum 2018:11-34)
16. ↑  https://jura.ku.dk/jurabog/pdf/juridiske-monografier/Bryde_Andersen_Mads_Ret_og_metode_2002.pdf
17. ↑  https://jura.ku.dk/jurabog/pdf/juridiske-monografier/eyben_juridisk_grundbog_1_retskilderne_1991.pdf

- Det Kongelige Biblioteks LibGuide til danske retskilder mm. (Webside ikke længere tilgængelig)